# ژان لوکاس الیویرا
ژان لوکاس الیویرا (انگلیسی: Jean Lucas Oliveira؛ زادهٔ ۲۲ ژوئن ۱۹۹۸) بازیکن فوتبال اهل برزیل است.
از باشگاه‌هایی که در آن بازی کرده‌است می‌توان به باشگاه فوتبال فلامینگو اشاره کرد.
وی همچنین در تیم ملی فوتبال زیر ۲۳ سال برزیل بازی کرده‌است.